# Soueich
Soueich [swɛʃ] est une commune française située dans le sud-ouest du département de la Haute-Garonne en région Occitanie.
Sur le plan historique et culturel, la commune est dans le pays de Comminges, correspondant à l’ancien comté de Comminges, circonscription de la province de Gascogne située sur les départements actuels du Gers, de la Haute-Garonne, des Hautes-Pyrénées et de l'Ariège. Exposée à un climat océanique altéré, elle est drainée par, le ruisseau du Chevalier de Saint-Paul et par divers autres petits cours d'eau. La commune possède un patrimoine naturel remarquable composé de quatre zones naturelles d'intérêt écologique, faunistique et floristique.
Soueich est une commune rurale qui compte 517 habitants en 2022, après avoir connu un pic de population de 1 384 habitants en 1800. Elle fait partie de l'aire d'attraction de Saint-Gaudens. Ses habitants sont appelés les Soueichois ou Soueichoises.

## Géographie

### Localisation
La commune de Soueich se trouve dans le département de la Haute-Garonne, en région Occitanie.
Sur le plan historique et culturel, Soueich fait partie du pays de Comminges, correspondant à l’ancien comté de Comminges, circonscription de la province de Gascogne située sur les départements actuels du Gers, de la Haute-Garonne, des Hautes-Pyrénées et de l'Ariège.
Elle se situe à 82 km à vol d'oiseau de Toulouse, préfecture du département, à 8 km de Saint-Gaudens, sous-préfecture, et à 32 km de Bagnères-de-Luchon, bureau centralisateur du canton de Bagnères-de-Luchon dont dépend la commune depuis 2015 pour les élections départementales.
La commune fait en outre partie du bassin de vie d'Aspet.
Les communes les plus proches sont :
Lespiteau (2,7 km), Couret (3,2 km), Encausse-les-Thermes (3,3 km), Cabanac-Cazaux (3,7 km), Rieucazé (3,7 km), Aspet (4,0 km), Izaut-de-l'Hôtel (4,0 km), Ganties (4,6 km).
| Lespiteau            | Pointis-Inard | Ganties  |
| Encausse-les-Thermes | Soueich       | Couret   |
|                      | Aspet         | Estadens |

### Géologie et relief
La superficie de la commune est de 1 133 hectares ; son altitude varie de 360  à   700 mètres.

### Hydrographie

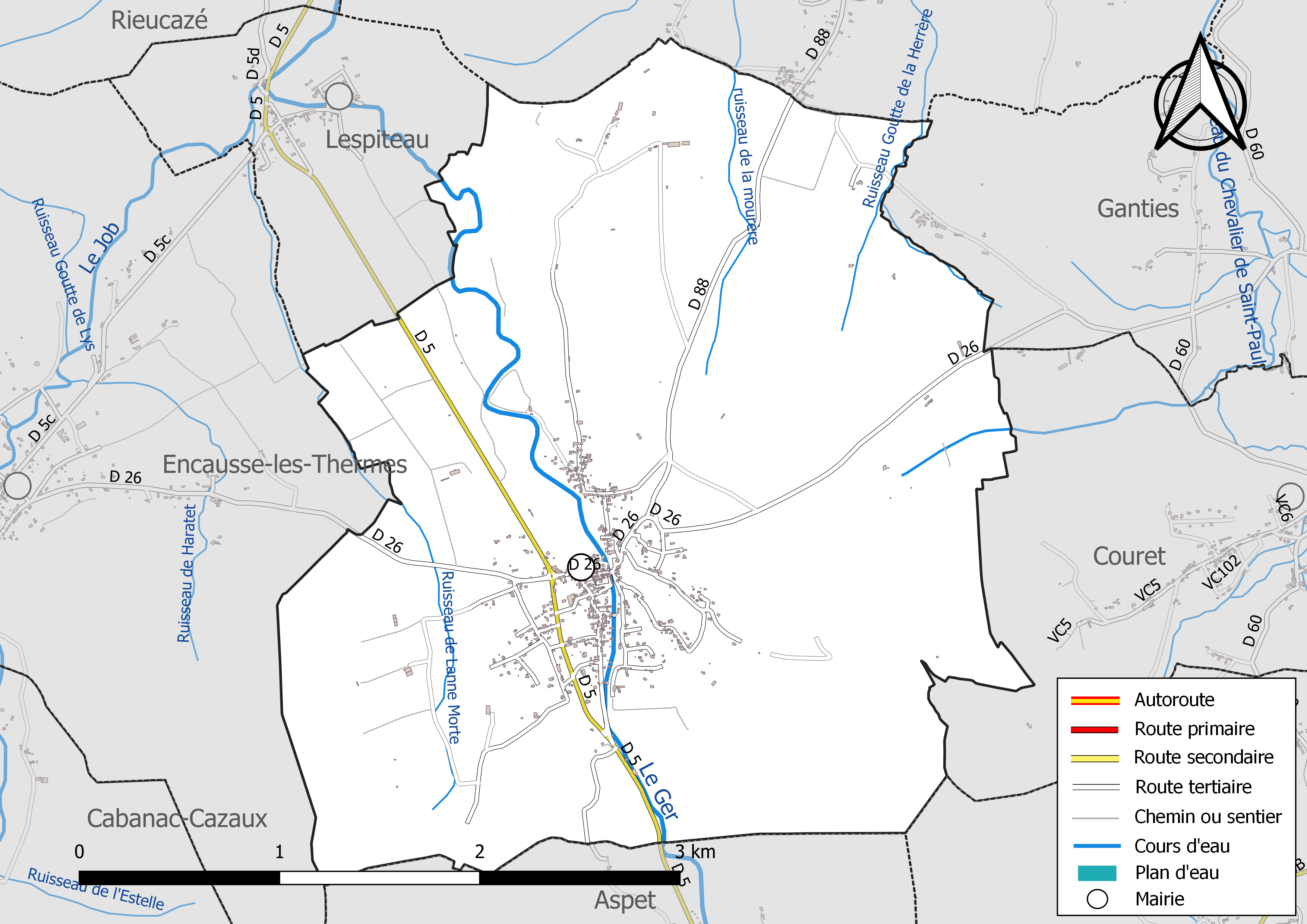
Réseaux hydrographique et routier de Soueich.

La commune est dans le bassin de la Garonne, au sein du bassin hydrographique Adour-Garonne. Elle est drainée par le Ger, le ruisseau du Chevalier de Saint-Paul, le ruisseau de la mourère, le ruisseau de Lanne Morte, le ruisseau Goutte de la Herrère et par un petit cours d'eau, constituant un réseau hydrographique de 10 km de longueur totale,.

### Climat
Pour des articles plus généraux, voir Climat de l'Occitanie et Climat de la Haute-Garonne.
En 2010, le climat de la commune est de type climat océanique altéré, selon une étude s'appuyant sur une série de données couvrant la période 1971-2000. En 2020, Météo-France publie une typologie des climats de la France métropolitaine dans laquelle la commune est exposée à un climat de montagne ou de marges de montagne et est dans la région climatique Pyrénées centrales, caractérisée par une pluviométrie annuelle de 1 000 à 1 200 mm.
Pour la période 1971-2000, la température annuelle moyenne est de 12,1 °C, avec une amplitude thermique annuelle de 14,8 °C. Le cumul annuel moyen de précipitations est de 1 000 mm, avec 9,7 jours de précipitations en janvier et 6,8 jours en juillet. Pour la période 1991-2020, la température moyenne annuelle observée sur la station météorologique la plus proche, située sur la commune de Clarac à 14 km à vol d'oiseau, est de 12,5 °C et le cumul annuel moyen de précipitations est de 804,9 mm,. Pour l'avenir, les paramètres climatiques de la commune estimés pour 2050 selon différents scénarios d’émission de gaz à effet de serre sont consultables sur un site dédié publié par Météo-France en novembre 2022.

### Milieux naturels et biodiversité

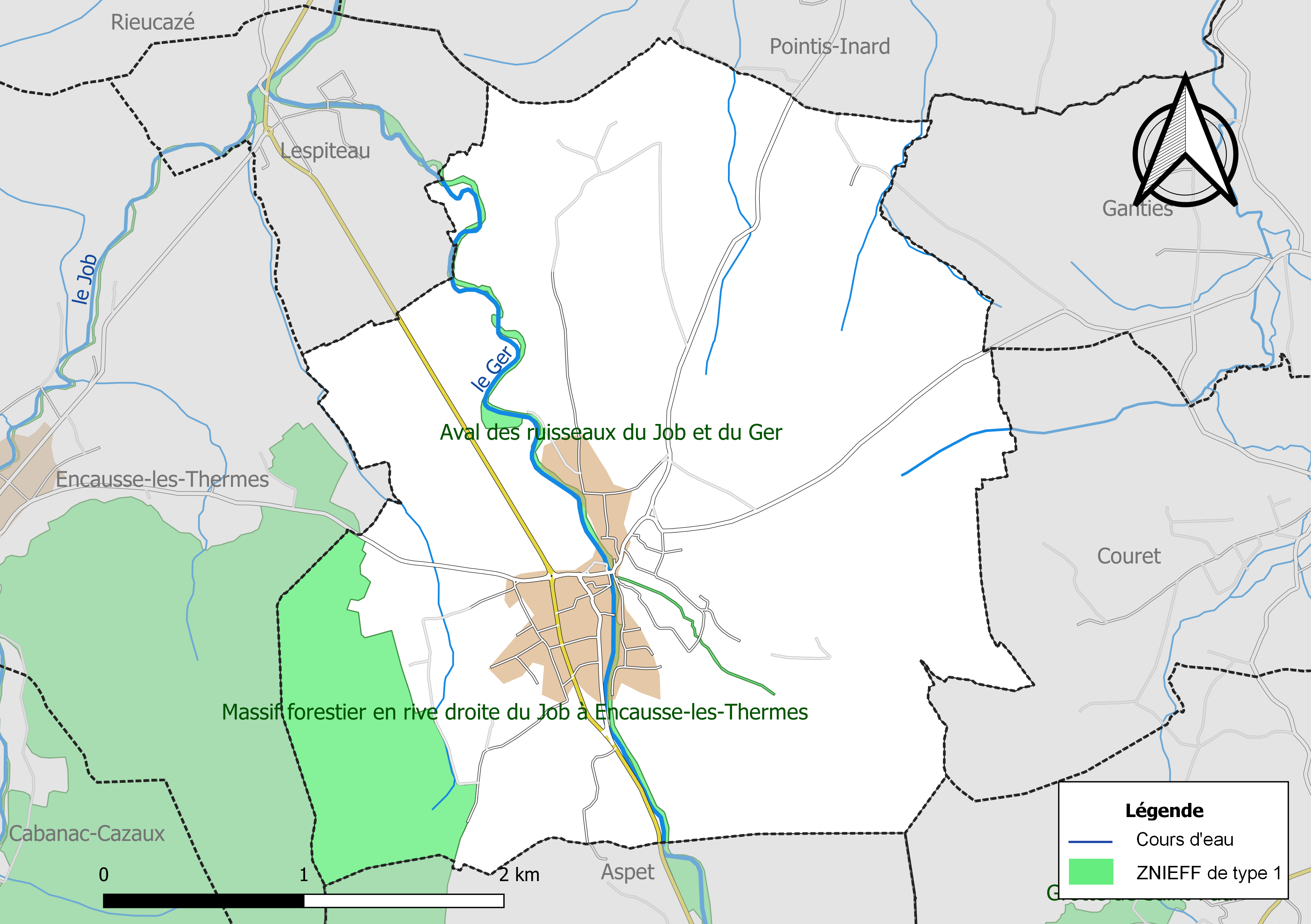
Carte des ZNIEFF de type 1 localisées sur la commune.

L’inventaire des zones naturelles d'intérêt écologique, faunistique et floristique (ZNIEFF) a pour objectif de réaliser une couverture des zones les plus intéressantes sur le plan écologique, essentiellement dans la perspective d’améliorer la connaissance du patrimoine naturel national et de fournir aux différents décideurs un outil d’aide à la prise en compte de l’environnement dans l’aménagement du territoire.
Deux ZNIEFF de type 1 sont recensées sur la commune :
l'« aval des ruisseaux du Job et du Ger » (102 ha), couvrant 8 communes du département et
le « massifforestier en rive droite du Job à Encausse-les-Thermes » (632 ha), couvrant 5 communes du département
et deux ZNIEFF de type 2, :
- le « massif de l'Arbas » (27 233 ha), couvrant 45 communes dont 24 dans l'Ariège et 21 dans la Haute-Garonne[19] ;
- le « piémont calcaire commingeois et bassin de Sauveterre » (8 553 ha), couvrant 26 communes du département[20].

## Urbanisme

### Typologie
Au 1er janvier 2024, Soueich est catégorisée commune rurale à habitat dispersé, selon la nouvelle grille communale de densité à sept niveaux définie par l'Insee en 2022.
Elle est située hors unité urbaine. Par ailleurs la commune fait partie de l'aire d'attraction de Saint-Gaudens, dont elle est une commune de la couronne,. Cette aire, qui regroupe 85 communes, est catégorisée dans les aires de moins de 50 000 habitants,.

### Occupation des sols

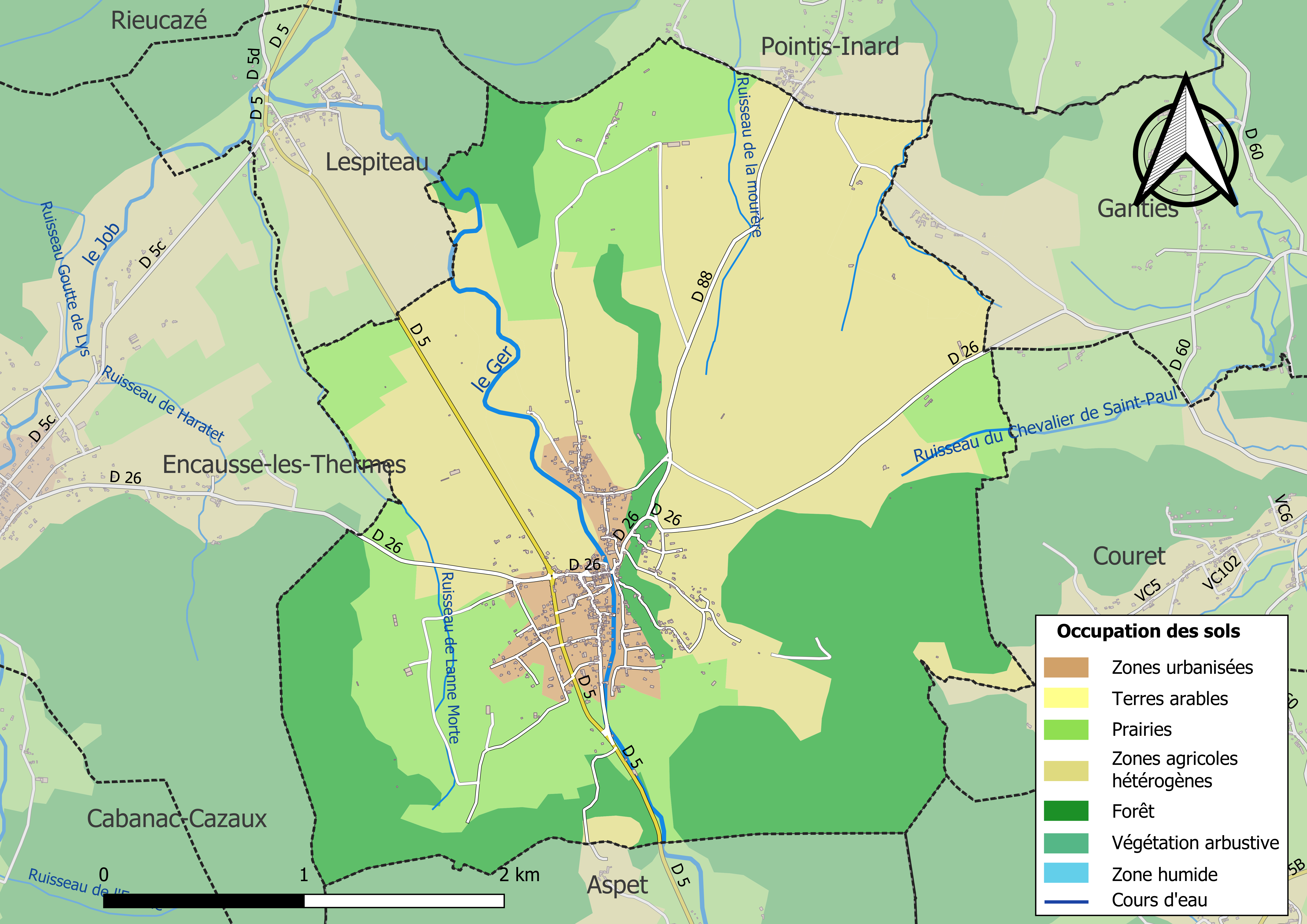
Carte des infrastructures et de l'occupation des sols de la commune en 2018 (CLC).

L'occupation des sols de la commune, telle qu'elle ressort de la base de données européenne d’occupation biophysique des sols Corine Land Cover (CLC), est marquée par l'importance des territoires agricoles (63,1 % en 2018), en diminution par rapport à 1990 (65,4 %). La répartition détaillée en 2018 est la suivante :
zones agricoles hétérogènes (37,9 %), forêts (30,2 %), prairies (25,2 %), zones urbanisées (6,8 %). L'évolution de l’occupation des sols de la commune et de ses infrastructures peut être observée sur les différentes représentations cartographiques du territoire : la carte de Cassini (XVIIIe siècle), la carte d'état-major (1820-1866) et les cartes ou photos aériennes de l'IGN pour la période actuelle (1950 à aujourd'hui).

### Voies de communication et transports
Accès par l'autoroute A64 sortie no 18 puis la route départementale D 5 et avec le Réseau liO Arc-en-Ciel ainsi qu'en gare de Saint-Gaudens.

### Risques majeurs
Le territoire de la commune de Soueich est vulnérable à différents aléas naturels : météorologiques (tempête, orage, neige, grand froid, canicule ou sécheresse), inondations, feux de forêts et séisme (sismicité modérée). Un site publié par le BRGM permet d'évaluer simplement et rapidement les risques d'un bien localisé soit par son adresse soit par le numéro de sa parcelle.
Certaines parties du territoire communal sont susceptibles d’être affectées par le risque d’inondation par débordement de cours d'eau, notamment le Ger. La commune a été reconnue en état de catastrophe naturelle au titre des dommages causés par les inondations et coulées de boue survenues en 1982, 1999 et 2009,.
Un plan départemental de protection des forêts contre les incendies a été approuvé par arrêté préfectoral du 25 septembre 2006. Soueich est exposée au risque de feu de forêt du fait de la présence sur son territoire du massif des piémonts des Pyrénées. Il est ainsi défendu aux propriétaires de la commune et à leurs ayants droit de porter ou d’allumer du feu dans l'intérieur et à une distance de 200 mètres des bois, forêts, plantations, reboisements ainsi que des landes. L’écobuage est également interdit, ainsi que les feux de type méchouis et barbecues, à l’exception de ceux prévus dans des installations fixes (non situées sous couvert d'arbres) constituant une dépendance d'habitation,

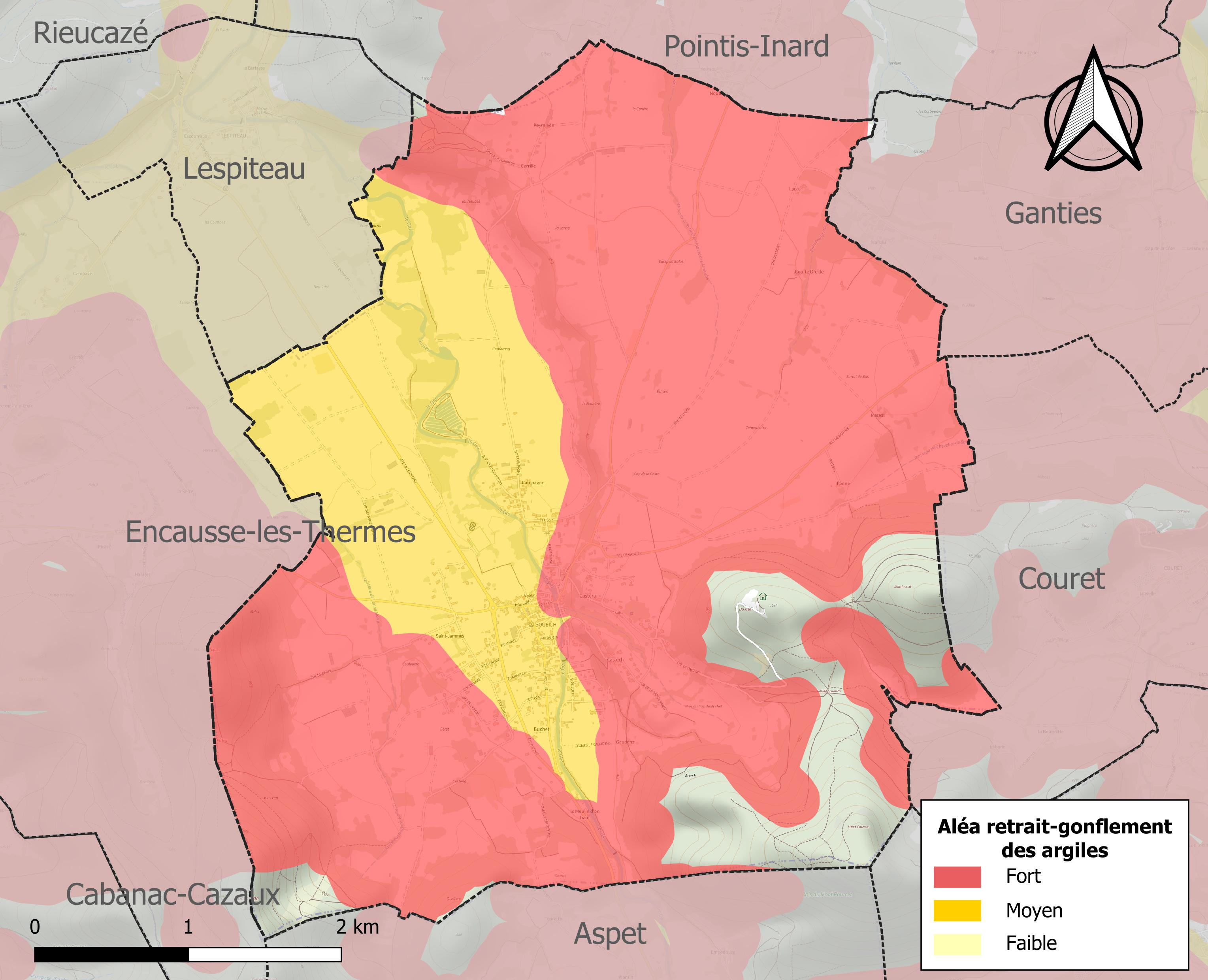
Carte des zones d'aléa retrait-gonflement des sols argileux de Soueich.

Le retrait-gonflement des sols argileux est susceptible d'engendrer des dommages importants aux bâtiments en cas d’alternance de périodes de sécheresse et de pluie. 90,6 % de la superficie communale est en aléa moyen ou fort (88,8 % au niveau départemental et 48,5 % au niveau national). Sur les 339 bâtiments dénombrés sur la commune en 2019, 339 sont en aléa moyen ou fort, soit 100 %, à comparer aux 98 % au niveau départemental et 54 % au niveau national. Une cartographie de l'exposition du territoire national au retrait gonflement des sols argileux est disponible sur le site du BRGM,.
Par ailleurs, afin de mieux appréhender le risque d’affaissement de terrain, l'inventaire national des cavités souterraines permet de localiser celles situées sur la commune.
Concernant les mouvements de terrains, la commune a été reconnue en état de catastrophe naturelle au titre des dommages causés par la sécheresse en 1989 et 2003 et par des mouvements de terrain en 1999.

## Toponymie
Le nom Soueich provient de l’occitan Soèish. C'est un toponyme et nom de village fréquent que l'on retrouve par exemple dans les Pyrénées-Atlantiques Soeix, ou en Ariège Soueix-Rogalle.

## Histoire
Au milieu du XIXe siècle, on voyait encore une porte fortifiée à l'entrée de la rue du Paty (pati = aire, place), la "Pourtalado". Le nom "Carrèro des barrats" qui désigne une des rues donnant sur la place indique la présence d'une levée de terre (barrat) et d'un fossé.

### Les Hospitaliers
Soueich n'a jamais fait partie de la baronnie d'Aspet. Lorsque l'administration royale s'imposa, Soueich fut rattaché à la châtellenie de Salies. Le village a appartenu aux Hospitaliers de Montsaunès. C'est pour cela sans doute qu'il bénéficia d'une protection particulière.

## Politique et administration

### Administration municipale
Le nombre d'habitants au recensement de 2017 étant compris entre 500 et 1 499 habitants, le nombre de membres du conseil municipal pour l'élection de 2020 est de quinze,.

### Rattachements administratifs et électoraux
Commune faisant partie de la huitième circonscription de la Haute-Garonne, de la communauté de communes Cagire Garonne Salat et du canton de Bagnères-de-Luchon (avant le redécoupage départemental de 2014, Soueich faisait partie de l'ex-canton d'Aspet).
Avant le 1er janvier 2017, elle faisait partie de la communauté de communes des Trois Vallées et du SIVOM de la région de Salies-du-Salat.

### Liste des maires

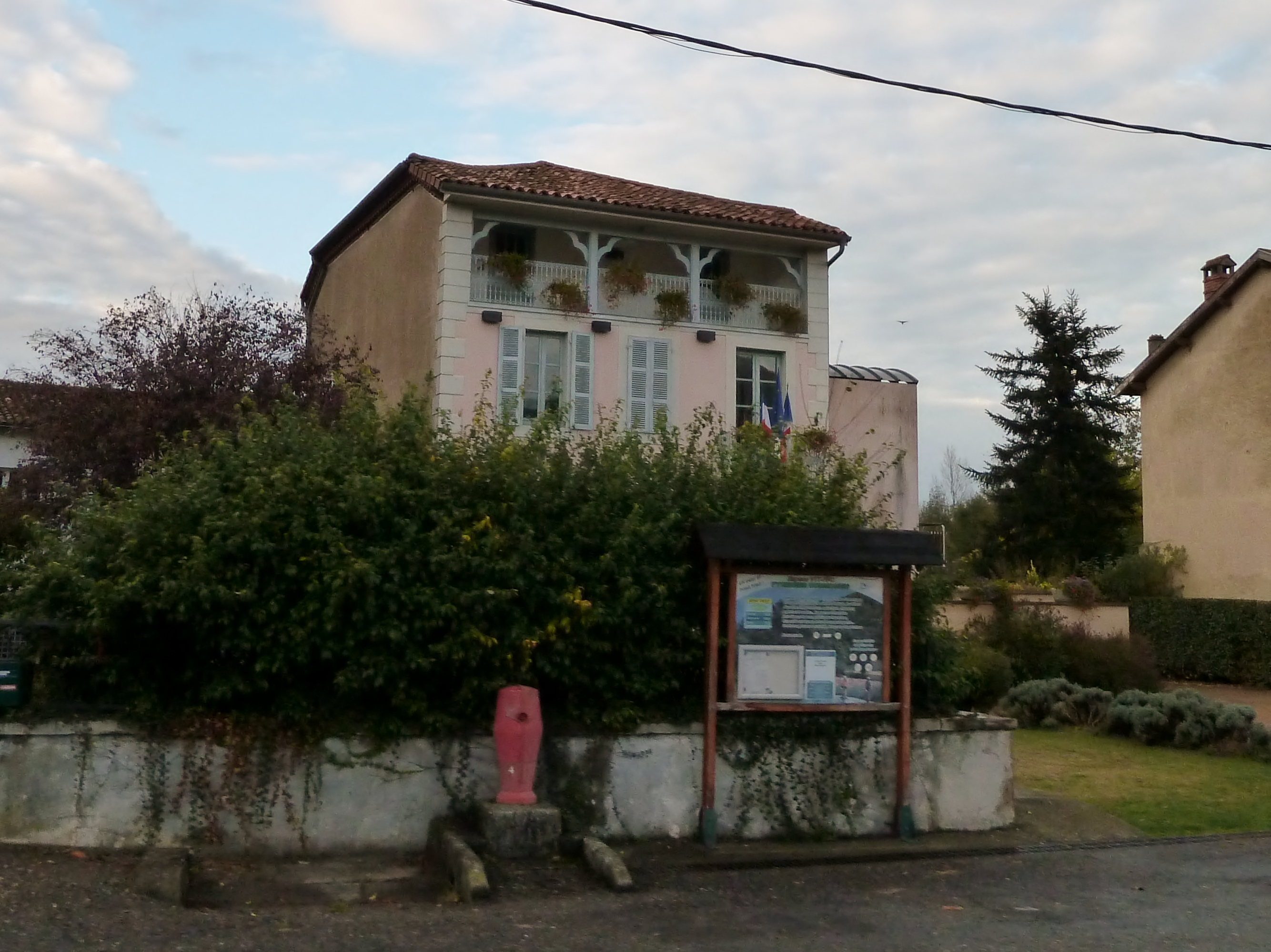
Mairie de Soueich.

| Période                                  | Période   | Identité        | Étiquette | Qualité                                                                        |
| ---------------------------------------- | --------- | --------------- | --------- | ------------------------------------------------------------------------------ |
| 1945                                     | 1974      | Jean Lassère    | SFIO      | Ingénieur, exploitant forestier - Député (1973-1974) Décédé en cours de mandat |
|                                          |           |                 |           |                                                                                |
| avant 1995                               | 1995      | Georgette Dupuy | PS        |                                                                                |
| juin 1995                                | mars 2014 | André Rimailho  |           | Vice-président de la communauté de communes des Trois Vallées                  |
| mars 2014                                | En cours  | Brigitte Ségard |           | Présidente de l'Association des maires de France de Haute-Garonne (2024-)      |
| Les données manquantes sont à compléter. |           |                 |           |                                                                                |

## Population et société

### Démographie
| 1793  | 1800  | 1806 | 1821 | 1831 | 1836  | 1841  | 1846  | 1851  |
| ----- | ----- | ---- | ---- | ---- | ----- | ----- | ----- | ----- |
| 1 050 | 1 384 | 904  | 972  | 978  | 1 046 | 1 059 | 1 084 | 1 109 |

| 1856  | 1861  | 1866 | 1872 | 1876 | 1881 | 1886 | 1891 | 1896 |
| ----- | ----- | ---- | ---- | ---- | ---- | ---- | ---- | ---- |
| 1 003 | 1 002 | 930  | 895  | 855  | 783  | 738  | 721  | 650  |

| 1901 | 1906 | 1911 | 1921 | 1926 | 1931 | 1936 | 1946 | 1954 |
| ---- | ---- | ---- | ---- | ---- | ---- | ---- | ---- | ---- |
| 650  | 655  | 644  | 568  | 569  | 548  | 546  | 497  | 522  |

| 1962 | 1968 | 1975 | 1982 | 1990 | 1999 | 2005 | 2006 | 2010 |
| ---- | ---- | ---- | ---- | ---- | ---- | ---- | ---- | ---- |
| 521  | 539  | 483  | 467  | 502  | 501  | 516  | 518  | 542  |

| 2015 | 2020 | 2022 | - | - | - | - | - | - |
| ---- | ---- | ---- | - | - | - | - | - | - |
| 539  | 520  | 517  | - | - | - | - | - | - |

| selon la population municipale des années : | 1968 | 1975 | 1982 | 1990 | 1999 | 2006 | 2009 | 2013 |
| Rang de la commune dans le département      | 113  | 149  | 183  | 200  | 213  | 220  | 223  | 224  |
| Nombre de communes du département           | 592  | 582  | 586  | 588  | 588  | 588  | 589  | 589  |

### Enseignement
Soueich fait partie de l'académie de Toulouse.
L'éducation est assurée par un regroupement pédagogique intercommunal avec la commune d'Encausse-les-Thermes pour la maternelle et le primaire.

### Culture et festivité
Foyer rural,
Le village de Soueich compte 2 lieux culturels :
- Le café du pont :

programmation de music live, pièces de théâtre, animations en partenariat avec le dispositif régional Ronde des Arts. La galerie du Pont attenante au café gérée par l’association NOC propose des expositions régulières de jeunes artistes diplômés des beaux-arts de France.
- le Soueichkfé, café associatif propose tous les mercredis une animation, musique, conférence, théâtre...

Chaque dernière semaine de juillet le village s’anime autour de la semaine des arts, plasticiens en résidence, concours de courts métrages, expositions, concerts.
Chaque mois d'août se déroule le festival international du film " terres vivantes en Comminges "

### Activités sportives
Chasse, randonnée pédestre, le club pétanque la boule du cagire.

## Économie

### Revenus
En 2018 (données Insee publiées en septembre 2021), la commune compte 245 ménages fiscaux, regroupant 517 personnes. La médiane du revenu disponible par unité de consommation est de 21 950 € (23 140 € dans le département).

### Emploi
|                | 2008   | 2013  | 2018  |
| -------------- | ------ | ----- | ----- |
| Commune        | 10,8 % | 9,1 % | 8,9 % |
| Département    | 7,7 %  | 9,6 % | 9,3 % |
| France entière | 8,3 %  | 10 %  | 10 %  |

En 2018, la population âgée de 15 à 64 ans s'élève à 275 personnes, parmi lesquelles on compte 73,8 % d'actifs (64,9 % ayant un emploi et 8,9 % de chômeurs) et 26,2 % d'inactifs,. En 2018, le taux de chômage communal (au sens du recensement) des 15-64 ans est inférieur à celui de la France et du département, alors qu'en 2008 la situation était inverse.
La commune fait partie de la couronne de l'aire d'attraction de Saint-Gaudens, du fait qu'au moins 15 % des actifs travaillent dans le pôle,. Elle compte 53 emplois en 2018, contre 76 en 2013 et 56 en 2008. Le nombre d'actifs ayant un emploi résidant dans la commune est de 187, soit un indicateur de concentration d'emploi de 28,5 % et un taux d'activité parmi les 15 ans ou plus de 46,6 %.
Sur ces 187 actifs de 15 ans ou plus ayant un emploi, 29 travaillent dans la commune, soit 16 % des habitants. Pour se rendre au travail, 88,1 % des habitants utilisent un véhicule personnel ou de fonction à quatre roues, 3,2 % les transports en commun, 3,3 % s'y rendent en deux-roues, à vélo ou à pied et 5,4 % n'ont pas besoin de transport (travail au domicile).

### Activités hors agriculture
36 établissements sont implantés à Soueich au 31 décembre 2019. Le tableau ci-dessous en détaille le nombre par secteur d'activité et compare les ratios avec ceux du département,.
| Secteur d'activité                                                                                        | Commune | Commune | Département |
| Secteur d'activité                                                                                        | Nombre  | %       | %           |
| --- | ------- | ------- | ----------- |
| Ensemble                                                                                                  | 36      |         |             |
| Industrie manufacturière, industries extractives et autres                                                | 6       | 16,7 %  | (5,7 %)     |
| Construction                                                                                              | 8       | 22,2 %  | (12 %)      |
| Commerce de gros et de détail, transports, hébergement et restauration                                    | 3       | 8,3 %   | (25,9 %)    |
| Information et communication                                                                              | 1       | 2,8 %   | (4,1 %)     |
| Activités spécialisées, scientifiques et techniques et activités de services administratifs et de soutien | 9       | 25 %    | (19,8 %)    |
| Administration publique, enseignement, santé humaine et action sociale                                    | 5       | 13,9 %  | (16,6 %)    |
| Autres activités de services                                                                              | 4       | 11,1 %  | (7,9 %)     |

Le secteur des activités spécialisées, scientifiques et techniques et des activités de services administratifs et de soutien est prépondérant sur la commune puisqu'il représente 25 % du nombre total d'établissements de la commune (9 sur les 36 entreprises implantées à Soueich), contre 19,8 % au niveau départemental.

### Agriculture
La commune est dans les « Pyrénées centrales », une petite région agricole occupant le sud du département de la Haute-Garonne, massif montagneux où s’étagent les vallées profondes, la forêt et les zones intermédiaires, les estives. En 2020, l'orientation technico-économique de l'agriculture  sur la commune est l'élevage de bovins, pour la viande.
|               | 1988 | 2000 | 2010 | 2020 |
| ------------- | ---- | ---- | ---- | ---- |
| Exploitations | 31   | 18   | 14   | 17   |
| SAU (ha)      | 666  | 664  | 634  | 869  |

Le nombre d'exploitations agricoles en activité et ayant leur siège dans la commune est passé de 31 lors du recensement agricole de 1988  à 18 en 2000 puis à 14 en 2010 et enfin à 17 en 2020, soit une baisse de 45 % en 32 ans. Le même mouvement est observé à l'échelle du département qui a perdu pendant cette période 57 % de ses exploitations,. La surface agricole utilisée sur la commune a quant à elle augmenté, passant de 666 ha en 1988 à 869 ha en 2020. Parallèlement la surface agricole utilisée moyenne par exploitation a augmenté, passant de 21 à 51 ha.

## Culture locale et patrimoine

### Lieux et monuments
- Église Sainte-Eulalie

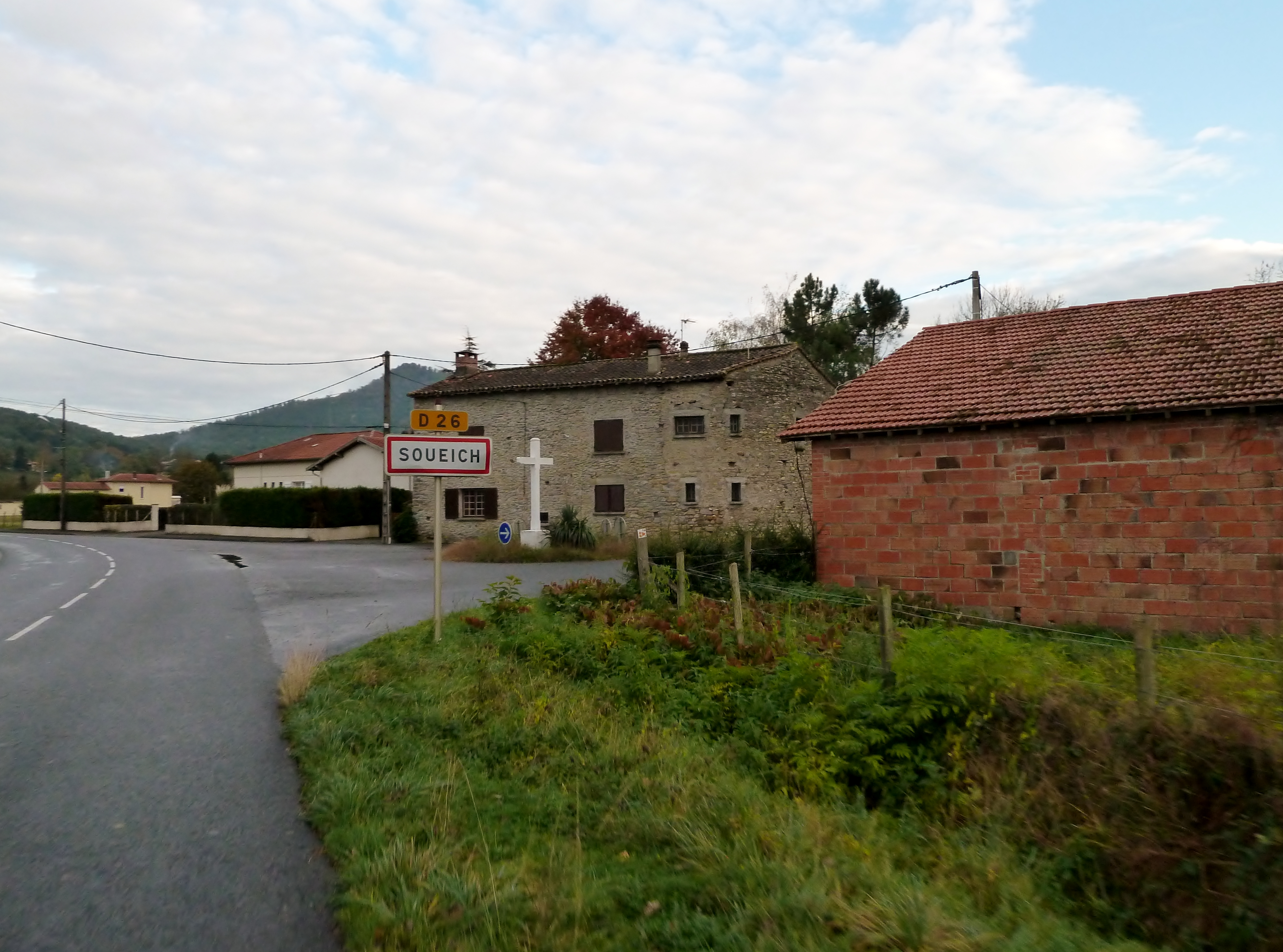
Entrée dans Soueich.
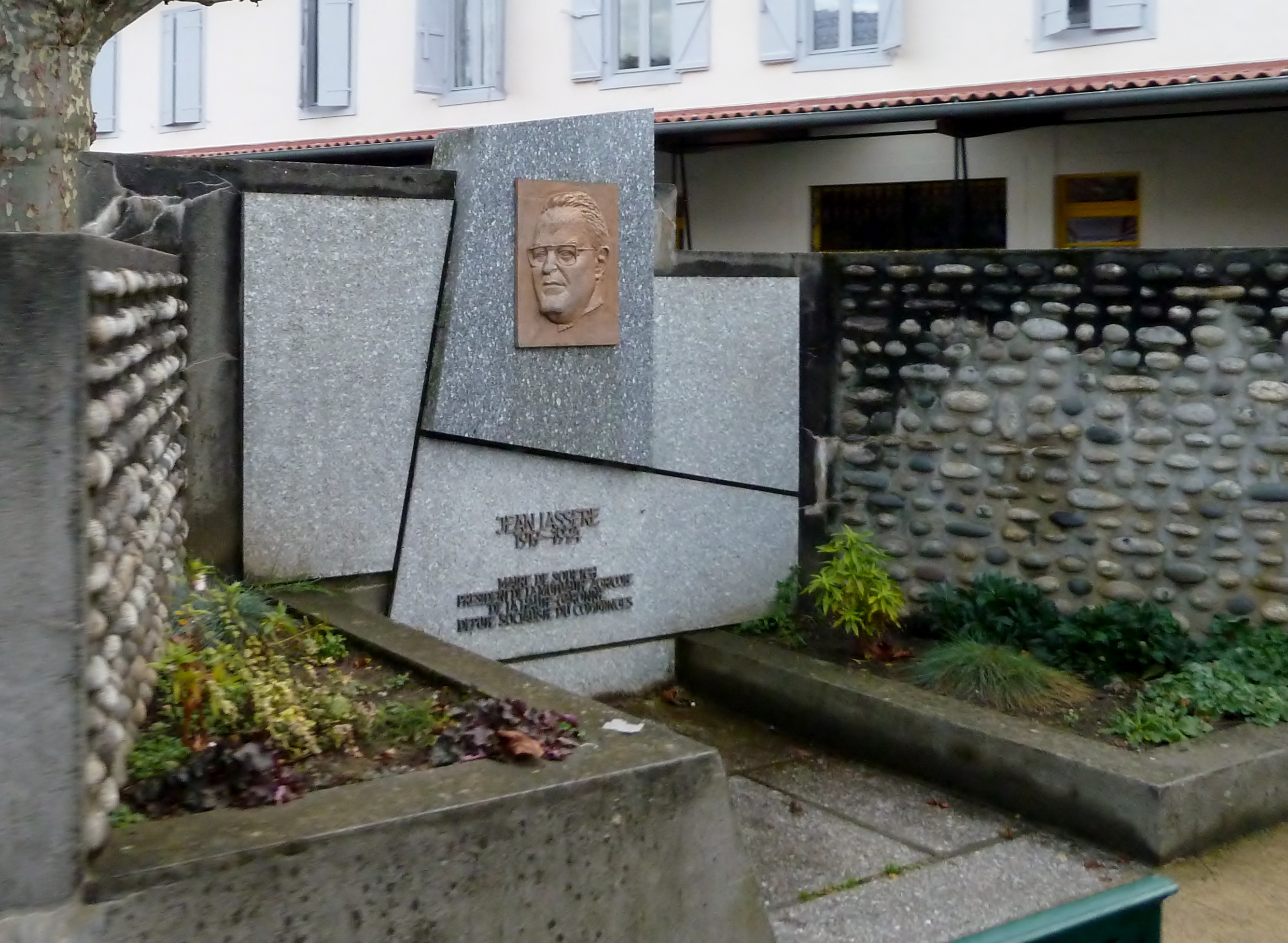
Monument Jean Lassere à Soueich.
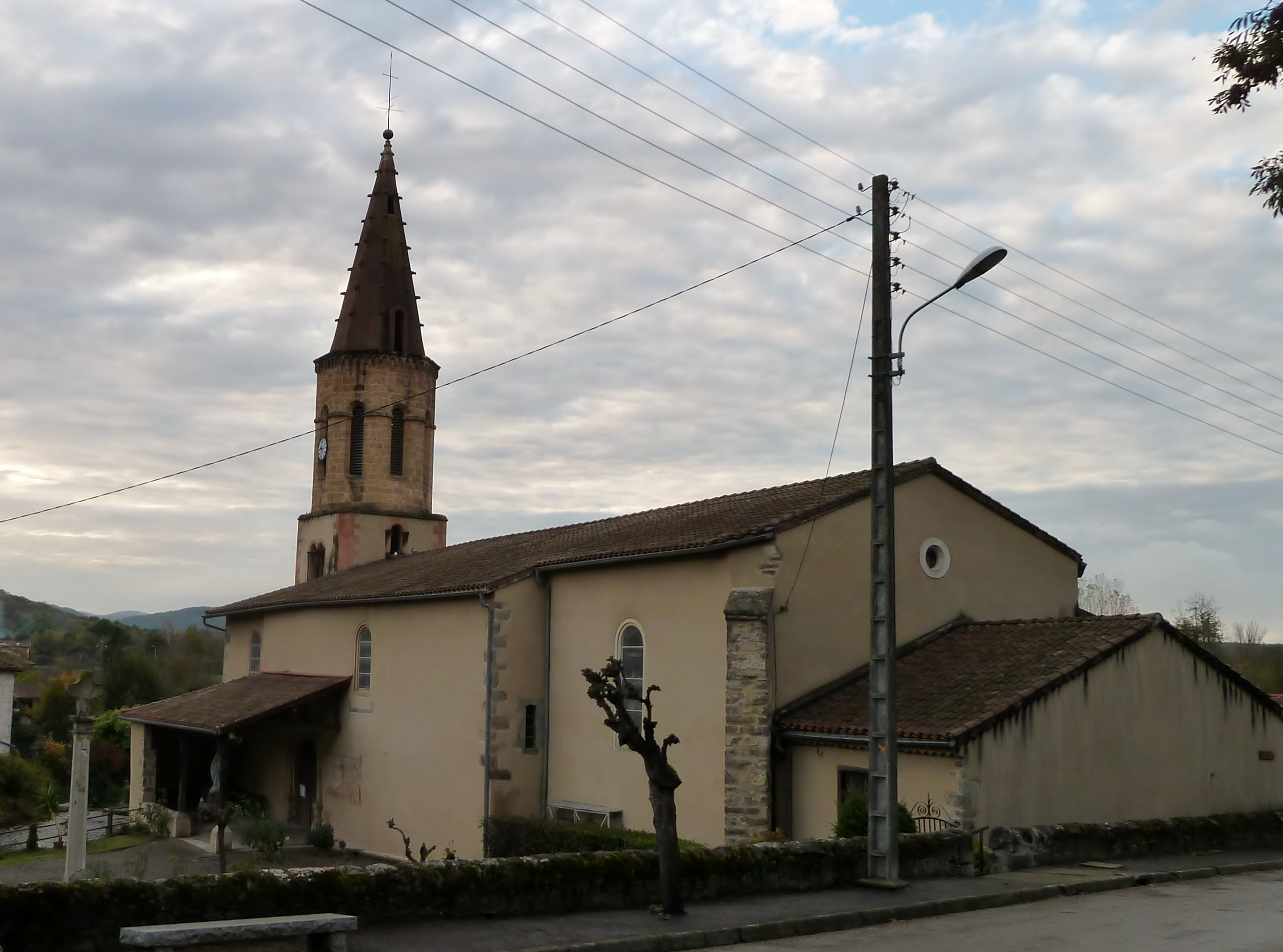
Église de Soueich.
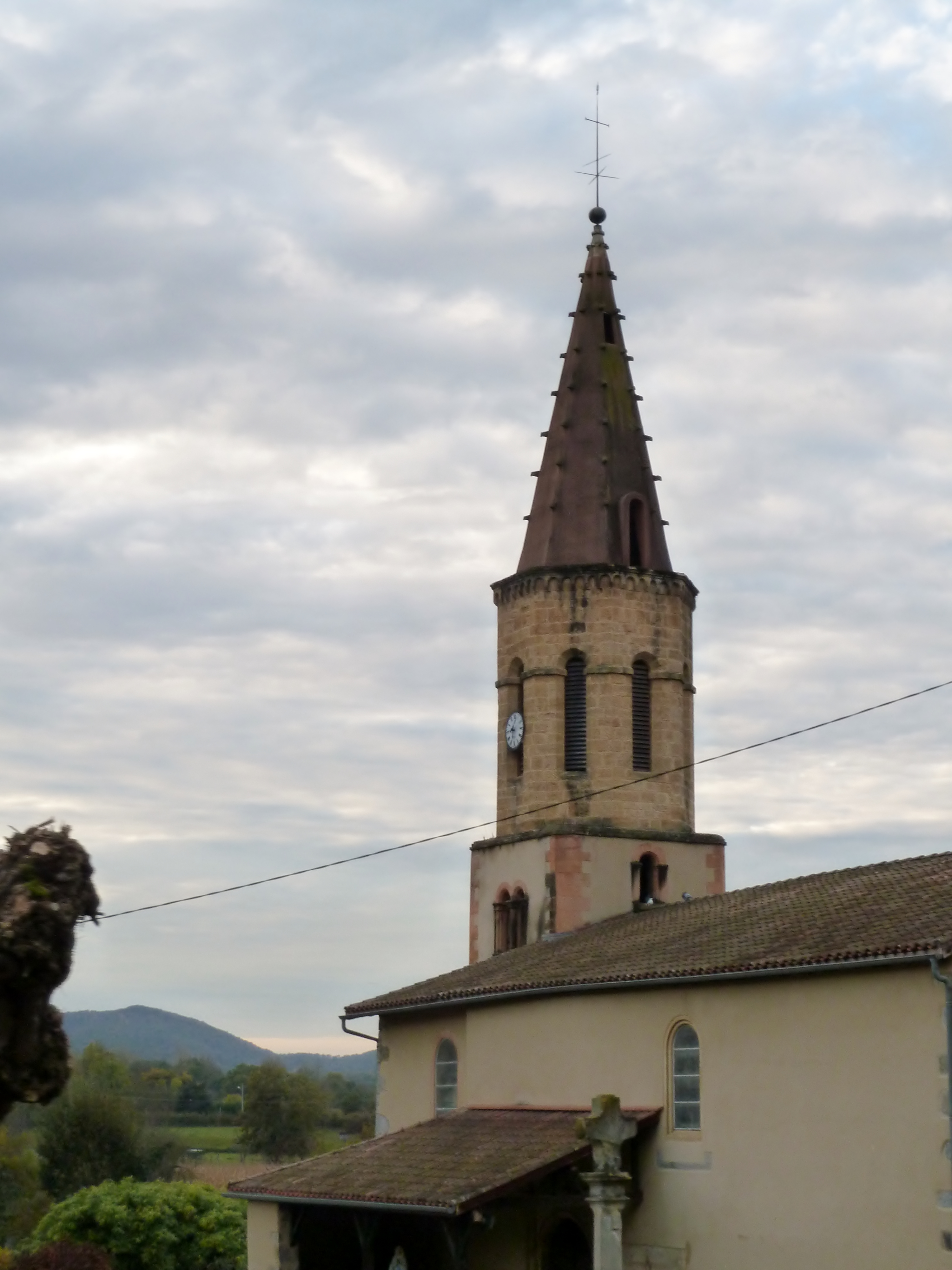
Clocher de l'église de Soueich.

### Personnalités liées à la commune
- Jean Lassère né le 1er mars 1917 à Aspet (Haute-Garonne) décédé le 13 novembre 1974 à Neuilly-sur-Seine (Hauts-de-Seine), il fut maire de la commune de 1945 à 1974.
- Pavel Sivakov né le 11 juillet 1997 à San Donà di Piave, a grandi à Soueich.